# Euphorbia csatoi
Euphorbia csatoi är en törelväxtart som först beskrevs av Lajos von Simonkai, och fick sitt nu gällande namn av Alexandru Borza. Euphorbia csatoi ingår i släktet törlar, och familjen törelväxter. Inga underarter finns listade i Catalogue of Life.